# Sickesia helmuti
Sickesia helmuti is een hooiwagen uit de familie Stygnidae.